# Константин Арианит
Да не се бърка с Константин Комнин Арианит.
Константин Арианит (на гръцки: Κωνσταντῖνος Ἀριανίτης) е византийски пълководец, воювал на Балканите срещу печенегите.

## Живот
Той вероятно е син или роднина на Давид Арианит, прославен генерал при император Василий II Българоубиец.
За първи път Константин Арианит е споменат през 1047 г., когато печенегите преминали Дунава и нахлули във византийска територия. По това време, според Йоан Скилица, той е с ранг на магистър и е управител на Адрианопол. Наредено му е да се присъедини към изпратения по българските земи Василий Монахос и генералите Михаил и Кегенес (покръстен печенег на византийска служба). Византийците успяват да победят печенегите и ги заселват в Мизия.
Когато печенегите се разбунтуват няколко години по-късно, Арианит отново е изпратен срещу тях. Този път византийците претърпяват поражение. Константин Арианит е тежко ранен в корема и умира два дни след битката.